# Hyllisia imitans
Hyllisia imitans är en skalbaggsart som först beskrevs av Duvivier 1892.  Hyllisia imitans ingår i släktet Hyllisia och familjen långhorningar.
Artens utbredningsområde är:
- Angola.
- Liberia.
- Malawi.

Inga underarter finns listade i Catalogue of Life.